# Taleggio
För andra betydelser, se Taleggio (olika betydelser).

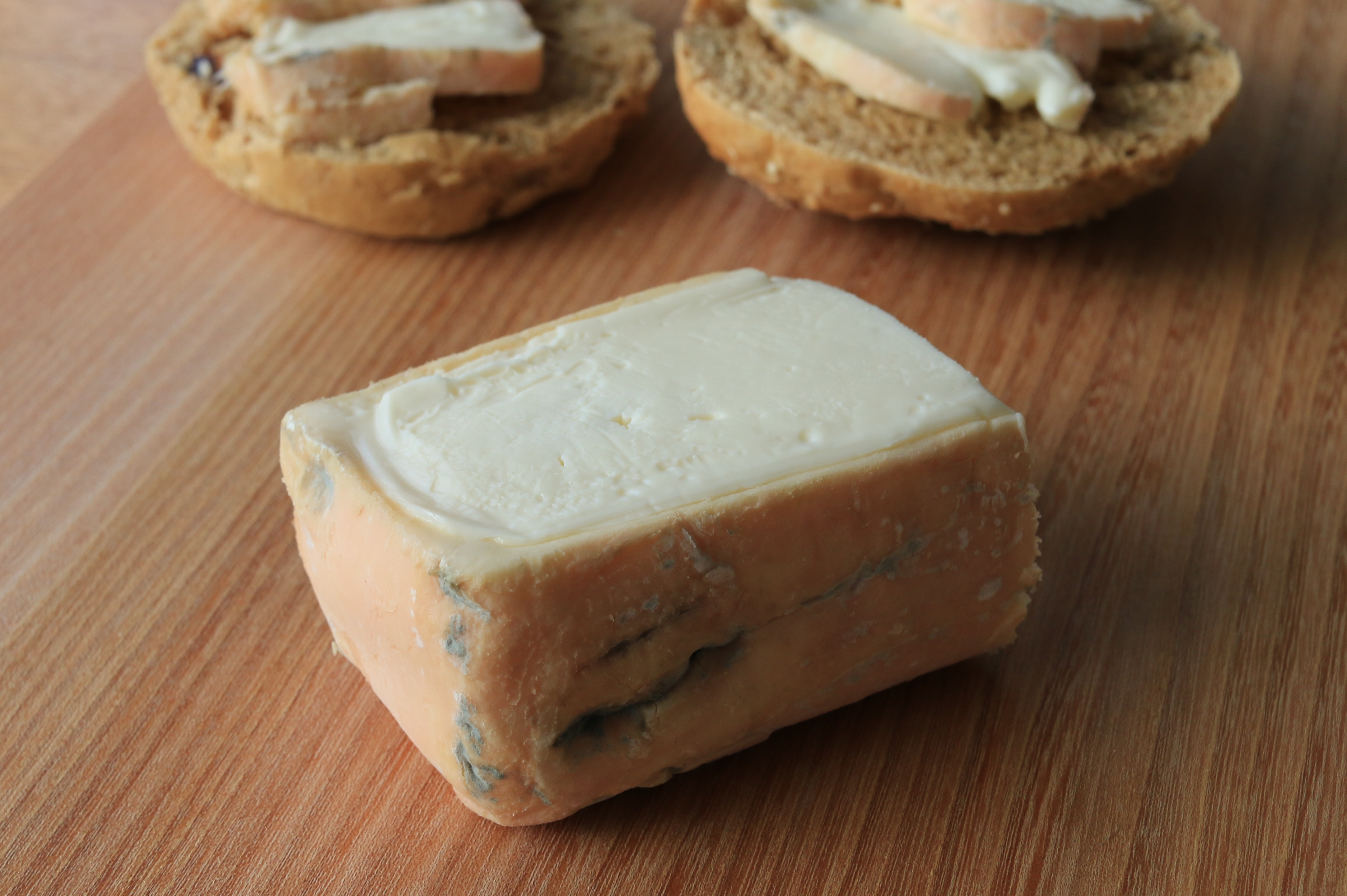
Taleggio

Taleggio är en italiensk halvmjuk kittost gjord på komjölk. Den tillverkas i och omkring byn Taleggio i Lombardiet. Osten lagras vanligen 6-10 veckor.